# Steve Mandanda
Steve Mandanda (pronunție în franceză [stɛv mɑ̃dɑ̃nda]; n. 28 martie 1985) este un fotbalist francez care evoluează ca portar la echipa franceză Olympique Marseille în Ligue 1, unde mai are și rolul de căpitan. Steve Mandanda a mai jucat pentru Le Havre și este jucător internațional francez. El a reprezentat Franța la trei competiții internaționale majore: Campionatul European de Fotbal 2008, Campionatul Mondial de Fotbal 2010 și Campionatul European de Fotbal 2012.

## Palmares
- Marseille
  - Campionatul Franței
    - Campion (1): 2009–2010
    - Vice-campion (3) : 2008-2009, 2010-2011, 2012-2013.

  - Coupe de la Ligue
    - Câștigător (3) : 2009–10, 2010–11, 2011–12

  - Trophée des Champions
    - Câștigător (2) : 2010, 2011

Individual
- Portarul anului în Ligue 1 (2): 2007–08, 2010–11
- Inclus în Echipa anului în Ligue 1 (2): 2007–08, 2010–11
- Revelația anului, France Football (1): 2007[2]

## Statistici

### Națională
| Meciuri internaționale ale lui Steve Mandanda | Meciuri internaționale ale lui Steve Mandanda | Meciuri internaționale ale lui Steve Mandanda      | Meciuri internaționale ale lui Steve Mandanda | Meciuri internaționale ale lui Steve Mandanda | Meciuri internaționale ale lui Steve Mandanda | Meciuri internaționale ale lui Steve Mandanda          |
|                                               | Data                                          | Locația                                            | Adversar                                      | Performanță                                   | Rezultat                                      | Competiția                                             |
| --------------------------------------------- | --------------------------------------------- | -------------------------------------------------- | --------------------------------------------- | --------------------------------------------- | --------------------------------------------- | ------------------------------------------------------ |
| 1.                                            | 2008 mai 27                                   | Stade des Alpes, Grenoble, Franța                  | Ecuador                                       | 45'                                           | 2-0                                           | Meci amical                                            |
| 2.                                            | 2008 august 20                                | Ullevi, Göteborg, Suedia                           | Suedia                                        | 90'                                           | 2-3                                           | Meci amical                                            |
| 3.                                            | 2008 septembrie 6                             | Stadionul Ernst Happel, Viena, Austria             | Austria                                       | 90'                                           | 3-1                                           | Calificările pentru Campionatul Mondial de Fotbal 2010 |
| 4.                                            | 2008 septembrie 10                            | Stade de France, Saint-Denis, Franța               | Serbia                                        | 90'                                           | 2-1                                           | Calificările pentru Campionatul Mondial de Fotbal 2010 |
| 5.                                            | 2008 octombrie 11                             | Stadionul Farul, Constanța, România                | România                                       | 90'                                           | 2-2                                           | Calificările pentru Campionatul Mondial de Fotbal 2010 |
| 6.                                            | 2008 octombrie 14                             | Stade de France, Saint-Denis, Franța               | Tunisia                                       | 90'                                           | 3-1                                           | Meci amical                                            |
| 7.                                            | 2009 februarie 11                             | Stade Vélodrome, Marseille, Franța                 | Argentina                                     | 90'                                           | 0-2                                           | Meci amical                                            |
| 8.                                            | 2009 martie 28                                | S. Darius and S. Girėnas Stadium, Kaunas, Lituania | Lituania                                      | 90'                                           | 0-1                                           | Calificările pentru Campionatul Mondial de Fotbal 2010 |
| 9.                                            | 2009 aprilie 1                                | Stade de France, Saint-Denis, Franța               | Lituania                                      | 90'                                           | 1-0                                           | Calificările pentru Campionatul Mondial de Fotbal 2010 |
| 10.                                           | 2009 iunie 2                                  | Stade Geoffroy-Guichard, Saint-Étienne, Franța     | Nigeria                                       | 90'                                           | 0-1                                           | Meci amical                                            |
| 11.                                           | 2009 septembrie 9                             | Stadionul Steaua Roșie, Belgrad, Serbia            | Serbia                                        | 79'                                           | 1-1                                           | Calificările pentru Campionatul Mondial de Fotbal 2010 |
| 12.                                           | 2009 octombrie 10                             | Stade du Roudourou, Guingamp, Franța               | Insulele Feroe                                | 90'                                           | 5-0                                           | Calificările pentru Campionatul Mondial de Fotbal 2010 |
| 13.                                           | 2010 mai 26                                   | Stade Félix-Bollaert, Lens, Franța                 | Costa Rica                                    | 90'                                           | 2-1                                           | Meci amical                                            |
| 14.                                           | 2011 iunie 6                                  | Donbass Arena, Donețk, Ucraina                     | Ucraina                                       | 90'                                           | 1-4                                           | Meci amical                                            |
| 15.                                           | 2012 mai 27                                   | Stade du Hainaut, Valenciennes, Franța             | Islanda                                       | 90'                                           | 3-2                                           | Meci amical                                            |
| 16.                                           | 2013 iunie 5                                  | Stadionul Centenario, Montevideo, Uruguay          | Uruguay                                       | 90'                                           | 1-0                                           | Meci amical                                            |

### Club
| Statistica evoluțiilor la echipe de club \| Club \| Sezon \| Campionatul Franței \| Campionatul Franței \| Cupa Franței \| Cupa Franței \| Supercupa Franței \| Supercupa Franței \| Cupa Ligii Franței \| Cupa Ligii Franței \| Liga Campionilor \| Liga Campionilor \| Cupa UEFA / Europa League \| Cupa UEFA / Europa League \| Total \| Total \| \| Club \| Sezon \| Meciuri \| Goluri \| Meciuri \| Goluri \| Meciuri \| Goluri \| Meciuri \| Goluri \| Meciuri \| Goluri \| Meciuri \| Goluri \| Meciuri \| Goluri \| \| ---------------------- \| ---------------- \| ------------------- \| ------------------- \| ------------ \| ------------ \| ----------------- \| ----------------- \| ------------------ \| ------------------ \| ---------------- \| ---------------- \| ------------------------- \| ------------------------- \| ------- \| ------ \| \| Le Havre AC \| 2004-05 \| 0 \| 0 \| 0 \| 0 \| 0 \| 0 \| 0 \| 0 \| 0 \| 0 \| 0 \| 0 \| 0 \| 0 \| \| Le Havre AC \| 2005-06 \| 30 \| -28 \| 0 \| 0 \| 0 \| 0 \| 2 \| -1 \| 0 \| 0 \| 0 \| 0 \| 32 \| -29 \| \| Le Havre AC \| 2006-07 \| 37 \| -38 \| 0 \| 0 \| 0 \| 0 \| 1 \| -2 \| 0 \| 0 \| 0 \| 0 \| 38 \| -40 \| \| Le Havre AC \| Total \| 67 \| -66 \| 0 \| 0 \| 0 \| 0 \| 3 \| -3 \| 0 \| 0 \| 0 \| 0 \| 70 \| -69 \| \| Olympique de Marseille \| 2007-08 \| 34 \| -41 \| 2 \| -1 \| 0 \| 0 \| 2 \| -3 \| 6 \| -9 \| 4 \| -5 \| 48 \| -59 \| \| Olympique de Marseille \| 2008-09 \| 38 \| -35 \| 2 \| -2 \| 0 \| 0 \| 1 \| -1 \| 8 \| -8 \| 6 \| -8 \| 55 \| -54 \| \| Olympique de Marseille \| 2009-10 \| 36 \| -32 \| 2 \| -3 \| 0 \| 0 \| 2 \| -2 \| 6 \| -10 \| 4 \| -5 \| 50 \| -52 \| \| Olympique de Marseille \| 2010-11 \| 38 \| -39 \| 0 \| 0 \| 1 \| -0 \| 3 \| -1 \| 8 \| -5 \| 0 \| 0 \| 50 \| -45 \| \| Olympique de Marseille \| 2011-12 \| 38 \| -41 \| 0 \| 0 \| 0 \| 0 \| 1 \| -1 \| 9 \| -7 \| 0 \| 0 \| 48 \| -49 \| \| Olympique de Marseille \| 2012-13 \| 38 \| -36 \| 1 \| -2 \| 0 \| 0 \| 0 \| 0 \| 9 \| -10 \| 0 \| 0 \| 48 \| -48 \| \| Olympique de Marseille \| 2013-14 \| 8 \| -5 \| 0 \| 0 \| 0 \| 0 \| 0 \| 0 \| 1 \| -2 \| 0 \| 0 \| 9 \| -7 \| \| Olympique de Marseille \| Total \| 230 \| -229 \| 7 \| -8 \| 1 \| -0 \| 9 \| -8 \| 47 \| -51 \| 14 \| -18 \| 250 \| -263 \| \| Total în carieră \| Total în carieră \| 297 \| -295 \| 7 \| -8 \| 2 \| -4 \| 13 \| -11 \| 37 \| -39 \| 14 \| -18 \| 318 \| -331 \| La 28 septembrie 2013 | Statistica evoluțiilor la echipe de club \| Club \| Sezon \| Campionatul Franței \| Campionatul Franței \| Cupa Franței \| Cupa Franței \| Supercupa Franței \| Supercupa Franței \| Cupa Ligii Franței \| Cupa Ligii Franței \| Liga Campionilor \| Liga Campionilor \| Cupa UEFA / Europa League \| Cupa UEFA / Europa League \| Total \| Total \| \| Club \| Sezon \| Meciuri \| Goluri \| Meciuri \| Goluri \| Meciuri \| Goluri \| Meciuri \| Goluri \| Meciuri \| Goluri \| Meciuri \| Goluri \| Meciuri \| Goluri \| \| ---------------------- \| ---------------- \| ------------------- \| ------------------- \| ------------ \| ------------ \| ----------------- \| ----------------- \| ------------------ \| ------------------ \| ---------------- \| ---------------- \| ------------------------- \| ------------------------- \| ------- \| ------ \| \| Le Havre AC \| 2004-05 \| 0 \| 0 \| 0 \| 0 \| 0 \| 0 \| 0 \| 0 \| 0 \| 0 \| 0 \| 0 \| 0 \| 0 \| \| Le Havre AC \| 2005-06 \| 30 \| -28 \| 0 \| 0 \| 0 \| 0 \| 2 \| -1 \| 0 \| 0 \| 0 \| 0 \| 32 \| -29 \| \| Le Havre AC \| 2006-07 \| 37 \| -38 \| 0 \| 0 \| 0 \| 0 \| 1 \| -2 \| 0 \| 0 \| 0 \| 0 \| 38 \| -40 \| \| Le Havre AC \| Total \| 67 \| -66 \| 0 \| 0 \| 0 \| 0 \| 3 \| -3 \| 0 \| 0 \| 0 \| 0 \| 70 \| -69 \| \| Olympique de Marseille \| 2007-08 \| 34 \| -41 \| 2 \| -1 \| 0 \| 0 \| 2 \| -3 \| 6 \| -9 \| 4 \| -5 \| 48 \| -59 \| \| Olympique de Marseille \| 2008-09 \| 38 \| -35 \| 2 \| -2 \| 0 \| 0 \| 1 \| -1 \| 8 \| -8 \| 6 \| -8 \| 55 \| -54 \| \| Olympique de Marseille \| 2009-10 \| 36 \| -32 \| 2 \| -3 \| 0 \| 0 \| 2 \| -2 \| 6 \| -10 \| 4 \| -5 \| 50 \| -52 \| \| Olympique de Marseille \| 2010-11 \| 38 \| -39 \| 0 \| 0 \| 1 \| -0 \| 3 \| -1 \| 8 \| -5 \| 0 \| 0 \| 50 \| -45 \| \| Olympique de Marseille \| 2011-12 \| 38 \| -41 \| 0 \| 0 \| 0 \| 0 \| 1 \| -1 \| 9 \| -7 \| 0 \| 0 \| 48 \| -49 \| \| Olympique de Marseille \| 2012-13 \| 38 \| -36 \| 1 \| -2 \| 0 \| 0 \| 0 \| 0 \| 9 \| -10 \| 0 \| 0 \| 48 \| -48 \| \| Olympique de Marseille \| 2013-14 \| 8 \| -5 \| 0 \| 0 \| 0 \| 0 \| 0 \| 0 \| 1 \| -2 \| 0 \| 0 \| 9 \| -7 \| \| Olympique de Marseille \| Total \| 230 \| -229 \| 7 \| -8 \| 1 \| -0 \| 9 \| -8 \| 47 \| -51 \| 14 \| -18 \| 250 \| -263 \| \| Total în carieră \| Total în carieră \| 297 \| -295 \| 7 \| -8 \| 2 \| -4 \| 13 \| -11 \| 37 \| -39 \| 14 \| -18 \| 318 \| -331 \| La 28 septembrie 2013 | Statistica evoluțiilor la echipe de club \| Club \| Sezon \| Campionatul Franței \| Campionatul Franței \| Cupa Franței \| Cupa Franței \| Supercupa Franței \| Supercupa Franței \| Cupa Ligii Franței \| Cupa Ligii Franței \| Liga Campionilor \| Liga Campionilor \| Cupa UEFA / Europa League \| Cupa UEFA / Europa League \| Total \| Total \| \| Club \| Sezon \| Meciuri \| Goluri \| Meciuri \| Goluri \| Meciuri \| Goluri \| Meciuri \| Goluri \| Meciuri \| Goluri \| Meciuri \| Goluri \| Meciuri \| Goluri \| \| ---------------------- \| ---------------- \| ------------------- \| ------------------- \| ------------ \| ------------ \| ----------------- \| ----------------- \| ------------------ \| ------------------ \| ---------------- \| ---------------- \| ------------------------- \| ------------------------- \| ------- \| ------ \| \| Le Havre AC \| 2004-05 \| 0 \| 0 \| 0 \| 0 \| 0 \| 0 \| 0 \| 0 \| 0 \| 0 \| 0 \| 0 \| 0 \| 0 \| \| Le Havre AC \| 2005-06 \| 30 \| -28 \| 0 \| 0 \| 0 \| 0 \| 2 \| -1 \| 0 \| 0 \| 0 \| 0 \| 32 \| -29 \| \| Le Havre AC \| 2006-07 \| 37 \| -38 \| 0 \| 0 \| 0 \| 0 \| 1 \| -2 \| 0 \| 0 \| 0 \| 0 \| 38 \| -40 \| \| Le Havre AC \| Total \| 67 \| -66 \| 0 \| 0 \| 0 \| 0 \| 3 \| -3 \| 0 \| 0 \| 0 \| 0 \| 70 \| -69 \| \| Olympique de Marseille \| 2007-08 \| 34 \| -41 \| 2 \| -1 \| 0 \| 0 \| 2 \| -3 \| 6 \| -9 \| 4 \| -5 \| 48 \| -59 \| \| Olympique de Marseille \| 2008-09 \| 38 \| -35 \| 2 \| -2 \| 0 \| 0 \| 1 \| -1 \| 8 \| -8 \| 6 \| -8 \| 55 \| -54 \| \| Olympique de Marseille \| 2009-10 \| 36 \| -32 \| 2 \| -3 \| 0 \| 0 \| 2 \| -2 \| 6 \| -10 \| 4 \| -5 \| 50 \| -52 \| \| Olympique de Marseille \| 2010-11 \| 38 \| -39 \| 0 \| 0 \| 1 \| -0 \| 3 \| -1 \| 8 \| -5 \| 0 \| 0 \| 50 \| -45 \| \| Olympique de Marseille \| 2011-12 \| 38 \| -41 \| 0 \| 0 \| 0 \| 0 \| 1 \| -1 \| 9 \| -7 \| 0 \| 0 \| 48 \| -49 \| \| Olympique de Marseille \| 2012-13 \| 38 \| -36 \| 1 \| -2 \| 0 \| 0 \| 0 \| 0 \| 9 \| -10 \| 0 \| 0 \| 48 \| -48 \| \| Olympique de Marseille \| 2013-14 \| 8 \| -5 \| 0 \| 0 \| 0 \| 0 \| 0 \| 0 \| 1 \| -2 \| 0 \| 0 \| 9 \| -7 \| \| Olympique de Marseille \| Total \| 230 \| -229 \| 7 \| -8 \| 1 \| -0 \| 9 \| -8 \| 47 \| -51 \| 14 \| -18 \| 250 \| -263 \| \| Total în carieră \| Total în carieră \| 297 \| -295 \| 7 \| -8 \| 2 \| -4 \| 13 \| -11 \| 37 \| -39 \| 14 \| -18 \| 318 \| -331 \| La 28 septembrie 2013 | Statistica evoluțiilor la echipe de club \| Club \| Sezon \| Campionatul Franței \| Campionatul Franței \| Cupa Franței \| Cupa Franței \| Supercupa Franței \| Supercupa Franței \| Cupa Ligii Franței \| Cupa Ligii Franței \| Liga Campionilor \| Liga Campionilor \| Cupa UEFA / Europa League \| Cupa UEFA / Europa League \| Total \| Total \| \| Club \| Sezon \| Meciuri \| Goluri \| Meciuri \| Goluri \| Meciuri \| Goluri \| Meciuri \| Goluri \| Meciuri \| Goluri \| Meciuri \| Goluri \| Meciuri \| Goluri \| \| ---------------------- \| ---------------- \| ------------------- \| ------------------- \| ------------ \| ------------ \| ----------------- \| ----------------- \| ------------------ \| ------------------ \| ---------------- \| ---------------- \| ------------------------- \| ------------------------- \| ------- \| ------ \| \| Le Havre AC \| 2004-05 \| 0 \| 0 \| 0 \| 0 \| 0 \| 0 \| 0 \| 0 \| 0 \| 0 \| 0 \| 0 \| 0 \| 0 \| \| Le Havre AC \| 2005-06 \| 30 \| -28 \| 0 \| 0 \| 0 \| 0 \| 2 \| -1 \| 0 \| 0 \| 0 \| 0 \| 32 \| -29 \| \| Le Havre AC \| 2006-07 \| 37 \| -38 \| 0 \| 0 \| 0 \| 0 \| 1 \| -2 \| 0 \| 0 \| 0 \| 0 \| 38 \| -40 \| \| Le Havre AC \| Total \| 67 \| -66 \| 0 \| 0 \| 0 \| 0 \| 3 \| -3 \| 0 \| 0 \| 0 \| 0 \| 70 \| -69 \| \| Olympique de Marseille \| 2007-08 \| 34 \| -41 \| 2 \| -1 \| 0 \| 0 \| 2 \| -3 \| 6 \| -9 \| 4 \| -5 \| 48 \| -59 \| \| Olympique de Marseille \| 2008-09 \| 38 \| -35 \| 2 \| -2 \| 0 \| 0 \| 1 \| -1 \| 8 \| -8 \| 6 \| -8 \| 55 \| -54 \| \| Olympique de Marseille \| 2009-10 \| 36 \| -32 \| 2 \| -3 \| 0 \| 0 \| 2 \| -2 \| 6 \| -10 \| 4 \| -5 \| 50 \| -52 \| \| Olympique de Marseille \| 2010-11 \| 38 \| -39 \| 0 \| 0 \| 1 \| -0 \| 3 \| -1 \| 8 \| -5 \| 0 \| 0 \| 50 \| -45 \| \| Olympique de Marseille \| 2011-12 \| 38 \| -41 \| 0 \| 0 \| 0 \| 0 \| 1 \| -1 \| 9 \| -7 \| 0 \| 0 \| 48 \| -49 \| \| Olympique de Marseille \| 2012-13 \| 38 \| -36 \| 1 \| -2 \| 0 \| 0 \| 0 \| 0 \| 9 \| -10 \| 0 \| 0 \| 48 \| -48 \| \| Olympique de Marseille \| 2013-14 \| 8 \| -5 \| 0 \| 0 \| 0 \| 0 \| 0 \| 0 \| 1 \| -2 \| 0 \| 0 \| 9 \| -7 \| \| Olympique de Marseille \| Total \| 230 \| -229 \| 7 \| -8 \| 1 \| -0 \| 9 \| -8 \| 47 \| -51 \| 14 \| -18 \| 250 \| -263 \| \| Total în carieră \| Total în carieră \| 297 \| -295 \| 7 \| -8 \| 2 \| -4 \| 13 \| -11 \| 37 \| -39 \| 14 \| -18 \| 318 \| -331 \| La 28 septembrie 2013 | Statistica evoluțiilor la echipe de club \| Club \| Sezon \| Campionatul Franței \| Campionatul Franței \| Cupa Franței \| Cupa Franței \| Supercupa Franței \| Supercupa Franței \| Cupa Ligii Franței \| Cupa Ligii Franței \| Liga Campionilor \| Liga Campionilor \| Cupa UEFA / Europa League \| Cupa UEFA / Europa League \| Total \| Total \| \| Club \| Sezon \| Meciuri \| Goluri \| Meciuri \| Goluri \| Meciuri \| Goluri \| Meciuri \| Goluri \| Meciuri \| Goluri \| Meciuri \| Goluri \| Meciuri \| Goluri \| \| ---------------------- \| ---------------- \| ------------------- \| ------------------- \| ------------ \| ------------ \| ----------------- \| ----------------- \| ------------------ \| ------------------ \| ---------------- \| ---------------- \| ------------------------- \| ------------------------- \| ------- \| ------ \| \| Le Havre AC \| 2004-05 \| 0 \| 0 \| 0 \| 0 \| 0 \| 0 \| 0 \| 0 \| 0 \| 0 \| 0 \| 0 \| 0 \| 0 \| \| Le Havre AC \| 2005-06 \| 30 \| -28 \| 0 \| 0 \| 0 \| 0 \| 2 \| -1 \| 0 \| 0 \| 0 \| 0 \| 32 \| -29 \| \| Le Havre AC \| 2006-07 \| 37 \| -38 \| 0 \| 0 \| 0 \| 0 \| 1 \| -2 \| 0 \| 0 \| 0 \| 0 \| 38 \| -40 \| \| Le Havre AC \| Total \| 67 \| -66 \| 0 \| 0 \| 0 \| 0 \| 3 \| -3 \| 0 \| 0 \| 0 \| 0 \| 70 \| -69 \| \| Olympique de Marseille \| 2007-08 \| 34 \| -41 \| 2 \| -1 \| 0 \| 0 \| 2 \| -3 \| 6 \| -9 \| 4 \| -5 \| 48 \| -59 \| \| Olympique de Marseille \| 2008-09 \| 38 \| -35 \| 2 \| -2 \| 0 \| 0 \| 1 \| -1 \| 8 \| -8 \| 6 \| -8 \| 55 \| -54 \| \| Olympique de Marseille \| 2009-10 \| 36 \| -32 \| 2 \| -3 \| 0 \| 0 \| 2 \| -2 \| 6 \| -10 \| 4 \| -5 \| 50 \| -52 \| \| Olympique de Marseille \| 2010-11 \| 38 \| -39 \| 0 \| 0 \| 1 \| -0 \| 3 \| -1 \| 8 \| -5 \| 0 \| 0 \| 50 \| -45 \| \| Olympique de Marseille \| 2011-12 \| 38 \| -41 \| 0 \| 0 \| 0 \| 0 \| 1 \| -1 \| 9 \| -7 \| 0 \| 0 \| 48 \| -49 \| \| Olympique de Marseille \| 2012-13 \| 38 \| -36 \| 1 \| -2 \| 0 \| 0 \| 0 \| 0 \| 9 \| -10 \| 0 \| 0 \| 48 \| -48 \| \| Olympique de Marseille \| 2013-14 \| 8 \| -5 \| 0 \| 0 \| 0 \| 0 \| 0 \| 0 \| 1 \| -2 \| 0 \| 0 \| 9 \| -7 \| \| Olympique de Marseille \| Total \| 230 \| -229 \| 7 \| -8 \| 1 \| -0 \| 9 \| -8 \| 47 \| -51 \| 14 \| -18 \| 250 \| -263 \| \| Total în carieră \| Total în carieră \| 297 \| -295 \| 7 \| -8 \| 2 \| -4 \| 13 \| -11 \| 37 \| -39 \| 14 \| -18 \| 318 \| -331 \| La 28 septembrie 2013 | Statistica evoluțiilor la echipe de club \| Club \| Sezon \| Campionatul Franței \| Campionatul Franței \| Cupa Franței \| Cupa Franței \| Supercupa Franței \| Supercupa Franței \| Cupa Ligii Franței \| Cupa Ligii Franței \| Liga Campionilor \| Liga Campionilor \| Cupa UEFA / Europa League \| Cupa UEFA / Europa League \| Total \| Total \| \| Club \| Sezon \| Meciuri \| Goluri \| Meciuri \| Goluri \| Meciuri \| Goluri \| Meciuri \| Goluri \| Meciuri \| Goluri \| Meciuri \| Goluri \| Meciuri \| Goluri \| \| ---------------------- \| ---------------- \| ------------------- \| ------------------- \| ------------ \| ------------ \| ----------------- \| ----------------- \| ------------------ \| ------------------ \| ---------------- \| ---------------- \| ------------------------- \| ------------------------- \| ------- \| ------ \| \| Le Havre AC \| 2004-05 \| 0 \| 0 \| 0 \| 0 \| 0 \| 0 \| 0 \| 0 \| 0 \| 0 \| 0 \| 0 \| 0 \| 0 \| \| Le Havre AC \| 2005-06 \| 30 \| -28 \| 0 \| 0 \| 0 \| 0 \| 2 \| -1 \| 0 \| 0 \| 0 \| 0 \| 32 \| -29 \| \| Le Havre AC \| 2006-07 \| 37 \| -38 \| 0 \| 0 \| 0 \| 0 \| 1 \| -2 \| 0 \| 0 \| 0 \| 0 \| 38 \| -40 \| \| Le Havre AC \| Total \| 67 \| -66 \| 0 \| 0 \| 0 \| 0 \| 3 \| -3 \| 0 \| 0 \| 0 \| 0 \| 70 \| -69 \| \| Olympique de Marseille \| 2007-08 \| 34 \| -41 \| 2 \| -1 \| 0 \| 0 \| 2 \| -3 \| 6 \| -9 \| 4 \| -5 \| 48 \| -59 \| \| Olympique de Marseille \| 2008-09 \| 38 \| -35 \| 2 \| -2 \| 0 \| 0 \| 1 \| -1 \| 8 \| -8 \| 6 \| -8 \| 55 \| -54 \| \| Olympique de Marseille \| 2009-10 \| 36 \| -32 \| 2 \| -3 \| 0 \| 0 \| 2 \| -2 \| 6 \| -10 \| 4 \| -5 \| 50 \| -52 \| \| Olympique de Marseille \| 2010-11 \| 38 \| -39 \| 0 \| 0 \| 1 \| -0 \| 3 \| -1 \| 8 \| -5 \| 0 \| 0 \| 50 \| -45 \| \| Olympique de Marseille \| 2011-12 \| 38 \| -41 \| 0 \| 0 \| 0 \| 0 \| 1 \| -1 \| 9 \| -7 \| 0 \| 0 \| 48 \| -49 \| \| Olympique de Marseille \| 2012-13 \| 38 \| -36 \| 1 \| -2 \| 0 \| 0 \| 0 \| 0 \| 9 \| -10 \| 0 \| 0 \| 48 \| -48 \| \| Olympique de Marseille \| 2013-14 \| 8 \| -5 \| 0 \| 0 \| 0 \| 0 \| 0 \| 0 \| 1 \| -2 \| 0 \| 0 \| 9 \| -7 \| \| Olympique de Marseille \| Total \| 230 \| -229 \| 7 \| -8 \| 1 \| -0 \| 9 \| -8 \| 47 \| -51 \| 14 \| -18 \| 250 \| -263 \| \| Total în carieră \| Total în carieră \| 297 \| -295 \| 7 \| -8 \| 2 \| -4 \| 13 \| -11 \| 37 \| -39 \| 14 \| -18 \| 318 \| -331 \| La 28 septembrie 2013 | Statistica evoluțiilor la echipe de club \| Club \| Sezon \| Campionatul Franței \| Campionatul Franței \| Cupa Franței \| Cupa Franței \| Supercupa Franței \| Supercupa Franței \| Cupa Ligii Franței \| Cupa Ligii Franței \| Liga Campionilor \| Liga Campionilor \| Cupa UEFA / Europa League \| Cupa UEFA / Europa League \| Total \| Total \| \| Club \| Sezon \| Meciuri \| Goluri \| Meciuri \| Goluri \| Meciuri \| Goluri \| Meciuri \| Goluri \| Meciuri \| Goluri \| Meciuri \| Goluri \| Meciuri \| Goluri \| \| ---------------------- \| ---------------- \| ------------------- \| ------------------- \| ------------ \| ------------ \| ----------------- \| ----------------- \| ------------------ \| ------------------ \| ---------------- \| ---------------- \| ------------------------- \| ------------------------- \| ------- \| ------ \| \| Le Havre AC \| 2004-05 \| 0 \| 0 \| 0 \| 0 \| 0 \| 0 \| 0 \| 0 \| 0 \| 0 \| 0 \| 0 \| 0 \| 0 \| \| Le Havre AC \| 2005-06 \| 30 \| -28 \| 0 \| 0 \| 0 \| 0 \| 2 \| -1 \| 0 \| 0 \| 0 \| 0 \| 32 \| -29 \| \| Le Havre AC \| 2006-07 \| 37 \| -38 \| 0 \| 0 \| 0 \| 0 \| 1 \| -2 \| 0 \| 0 \| 0 \| 0 \| 38 \| -40 \| \| Le Havre AC \| Total \| 67 \| -66 \| 0 \| 0 \| 0 \| 0 \| 3 \| -3 \| 0 \| 0 \| 0 \| 0 \| 70 \| -69 \| \| Olympique de Marseille \| 2007-08 \| 34 \| -41 \| 2 \| -1 \| 0 \| 0 \| 2 \| -3 \| 6 \| -9 \| 4 \| -5 \| 48 \| -59 \| \| Olympique de Marseille \| 2008-09 \| 38 \| -35 \| 2 \| -2 \| 0 \| 0 \| 1 \| -1 \| 8 \| -8 \| 6 \| -8 \| 55 \| -54 \| \| Olympique de Marseille \| 2009-10 \| 36 \| -32 \| 2 \| -3 \| 0 \| 0 \| 2 \| -2 \| 6 \| -10 \| 4 \| -5 \| 50 \| -52 \| \| Olympique de Marseille \| 2010-11 \| 38 \| -39 \| 0 \| 0 \| 1 \| -0 \| 3 \| -1 \| 8 \| -5 \| 0 \| 0 \| 50 \| -45 \| \| Olympique de Marseille \| 2011-12 \| 38 \| -41 \| 0 \| 0 \| 0 \| 0 \| 1 \| -1 \| 9 \| -7 \| 0 \| 0 \| 48 \| -49 \| \| Olympique de Marseille \| 2012-13 \| 38 \| -36 \| 1 \| -2 \| 0 \| 0 \| 0 \| 0 \| 9 \| -10 \| 0 \| 0 \| 48 \| -48 \| \| Olympique de Marseille \| 2013-14 \| 8 \| -5 \| 0 \| 0 \| 0 \| 0 \| 0 \| 0 \| 1 \| -2 \| 0 \| 0 \| 9 \| -7 \| \| Olympique de Marseille \| Total \| 230 \| -229 \| 7 \| -8 \| 1 \| -0 \| 9 \| -8 \| 47 \| -51 \| 14 \| -18 \| 250 \| -263 \| \| Total în carieră \| Total în carieră \| 297 \| -295 \| 7 \| -8 \| 2 \| -4 \| 13 \| -11 \| 37 \| -39 \| 14 \| -18 \| 318 \| -331 \| La 28 septembrie 2013 |                   |                    |                    |                  |                  |                           |                           |         |        |
| Club | Sezon | Campionatul Franței | Campionatul Franței | Cupa Franței | Cupa Franței | Supercupa Franței | Supercupa Franței | Cupa Ligii Franței | Cupa Ligii Franței | Liga Campionilor | Liga Campionilor | Cupa UEFA / Europa League | Cupa UEFA / Europa League | Total   | Total  |
| Club | Sezon | Meciuri | Goluri | Meciuri | Goluri | Meciuri | Goluri            | Meciuri            | Goluri             | Meciuri          | Goluri           | Meciuri                   | Goluri                    | Meciuri | Goluri |
| --- | --- | --- | --- | --- | --- | --- | ----------------- | ------------------ | ------------------ | ---------------- | ---------------- | ------------------------- | ------------------------- | ------- | ------ |
| Le Havre AC | 2004-05 | 0 | 0 | 0 | 0 | 0 | 0                 | 0                  | 0                  | 0                | 0                | 0                         | 0                         | 0       | 0      |
| Le Havre AC | 2005-06 | 30 | -28 | 0 | 0 | 0 | 0                 | 2                  | -1                 | 0                | 0                | 0                         | 0                         | 32      | -29    |
| Le Havre AC | 2006-07 | 37 | -38 | 0 | 0 | 0 | 0                 | 1                  | -2                 | 0                | 0                | 0                         | 0                         | 38      | -40    |
| Le Havre AC | Total | 67 | -66 | 0 | 0 | 0 | 0                 | 3                  | -3                 | 0                | 0                | 0                         | 0                         | 70      | -69    |
| Olympique de Marseille | 2007-08 | 34 | -41 | 2 | -1 | 0 | 0                 | 2                  | -3                 | 6                | -9               | 4                         | -5                        | 48      | -59    |
| Olympique de Marseille | 2008-09 | 38 | -35 | 2 | -2 | 0 | 0                 | 1                  | -1                 | 8                | -8               | 6                         | -8                        | 55      | -54    |
| Olympique de Marseille | 2009-10 | 36 | -32 | 2 | -3 | 0 | 0                 | 2                  | -2                 | 6                | -10              | 4                         | -5                        | 50      | -52    |
| Olympique de Marseille | 2010-11 | 38 | -39 | 0 | 0 | 1 | -0                | 3                  | -1                 | 8                | -5               | 0                         | 0                         | 50      | -45    |
| Olympique de Marseille | 2011-12 | 38 | -41 | 0 | 0 | 0 | 0                 | 1                  | -1                 | 9                | -7               | 0                         | 0                         | 48      | -49    |
| Olympique de Marseille | 2012-13 | 38 | -36 | 1 | -2 | 0 | 0                 | 0                  | 0                  | 9                | -10              | 0                         | 0                         | 48      | -48    |
| Olympique de Marseille | 2013-14 | 8 | -5 | 0 | 0 | 0 | 0                 | 0                  | 0                  | 1                | -2               | 0                         | 0                         | 9       | -7     |
| Olympique de Marseille | Total | 230 | -229 | 7 | -8 | 1 | -0                | 9                  | -8                 | 47               | -51              | 14                        | -18                       | 250     | -263   |
| Total în carieră | Total în carieră | 297 | -295 | 7 | -8 | 2 | -4                | 13                 | -11                | 37               | -39              | 14                        | -18                       | 318     | -331   |